# Cuthona genovae
Cuthona genovae é uma espécie de molusco pertencente à família Tergipedidae.
A autoridade científica da espécie é O'Donoghue, tendo sido descrita no ano de 1929.
Trata-se de uma espécie presente no território português, incluindo a zona económica exclusiva.